# BuildMoNa

Logo der Graduiertenschule BuildMoNa

Die „Leipzig School of Natural Sciences – Building with Molecules and Nano-objects“ BuildMoNa ist eine Graduiertenschule an der Universität Leipzig. Sie dient der strukturierten, interdisziplinären Ausbildung von Doktoranden auf den Fachgebieten Physik, Chemie und Biowissenschaften. Die Graduiertenschule BuildMoNa wurde im November 2007 im Rahmen der Exzellenzinitiative des Bundes und der Länder gegründet und ist eine Klasse an der Research Academy Leipzig. Bis zu 100 Doktoranden sind Mitglieder von BuildMoNa.

## Forschungsgebiete
Die Abkürzung BuildMoNa steht für „Building with Molecules and Nano-objects“, d. h. „Bauen mit Molekülen und Nanoobjekten“. Dies stellt den wissenschaftlichen Inhalt der Graduiertenschule dar und das Gebiet, auf dem die Doktoranden gemeinsam mit den betreuenden Professoren forschen. Wissenschaftliche Zielsetzung ist u. a. die Herstellung und Untersuchung neuartiger Formen von Materie, die den Bauprinzipien aktiver, lebender Materie folgt. Es werden hierbei bevorzugt Selbstorganisationsprozesse genutzt, um aus kleineren Bausteinen wie Molekülen, Gerüsten und Nanostrukturen diese komplexen Materialien herzustellen, welche vielfältige Anwendungen haben (Bottom-up-Ansatz). Einige der Anwendungsfelder, die gemeinsam mit industriellen Partnern, viele davon im mitteldeutschen Raum, bearbeitet werden, sind selektive Katalysatoren, Biosensoren, Zellmanipulation, künstliche Gewebe, Nanophotonik und Photovoltaik.

## Doktorandenausbildung
Ziel der strukturierten Doktorandenausbildung ist es, innerhalb von drei Jahren die Promotion mit dem Abschluss Dr. rer. nat. zu erhalten. Die Doktoranden werden neben ihrer Forschungstätigkeit systematisch über interdisziplinäre Aspekte und Verknüpfungen der Forschung in Physik, Chemie und Biowissenschaften in Lehrmodulen unterrichtet und an die Verfassung von Publikationen in internationalen Wissenschaftsjournalen herangeführt. Weitere Angebote sind Industriepraktika bei Partnerfirmen, Auslandsaufenthalte, Besuche internationaler Konferenzen und Schlüsselqualifikationsmodule.